# Heteropanax chinensis
Heteropanax chinensis là một loài thực vật có hoa trong Họ Cuồng cuồng. Loài này được (Dunn) H.L.Li mô tả khoa học đầu tiên năm 1942.